# 西排子河水库
西排子河水库位于中国湖北省襄阳市襄州区及老河口市境内，是以灌溉为主，兼有防洪、养殖、发电等功能的大（二）型水库。
始建于1959年11月，1960年扩建为中型水库，1965年11月至次年2月再次扩建为大（二）型水库。
“十五”期间投资4853万元完成除险加固工程，西排子河水库由病险的三类水库升级为一类水库，同时改善灌溉面积10000亩。
大坝下方建有欢颜寺电站，装机容量3200KW。
通过引丹大渠可承接丹江口水库及孟桥川水库来水。